# プリズミアン
プリズミアン（イタリア語: Prysmian S.p.A.）は、イタリア・ミラノに本社を置き、世界50カ国以上に拠点を持つ、電線・通信ケーブルメーカー。傘下企業を併せたグループでの電線の売上は、世界最大の規模を持つ。イタリア証券取引所上場企業（BIT: PRY）。

## 売上構成
売上について、顧客別では、シェル、シュルンベルジェなどのエネルギー業界およびナショナル・グリッド、イベルドローラなどインフラ業界向けが48%、AT&T、ベライゾン・コミュニケーションズなど通信業界向け（光ファイバー中心）が14%、シーメンス、エアバス、ドイツ鉄道など自動車・鉄道・航空宇宙等の各種産業向けが20%、オフショアなどのプロジェクト事業向けが約15%となっており、地域別では欧州・中東・アフリカが54%、北米が29%、アジア太平洋地域は8%である。

## 沿革
プリズミアンのルーツは、1879年に設立されたピレリのケーブル部門に遡る。2005年7月、ゴールドマンサックスがピレリからケーブル・システム部門の株式を買収し、プリズミアンを設立、2007年にゴールドマンサックスが保有する株式を売却し、株式公開企業となった。
2008年6月、ドイツのケーブルメーカーFacab-Lynenを買収、2011年2月、オランダのケーブルメーカーでフィリップスの子会社であった歴史を持つドラッカ（Draka Cable）の買収・子会社化を完了、2018年6月、アメリカ合衆国・ケンタッキー州のケーブルメーカーのゼネラル・ケーブル（General Cable Corporation）の買収・子会社化を完了した。ドラッカとゼネラル・ケーブルはプリズミアン傘下企業として名称を保持している。